# Liste der Kulturdenkmale in Potschappel
Die Liste der Kulturdenkmale in Potschappel enthält alle Kulturdenkmale des Freitaler Stadtteils Potschappel. Die Anmerkungen sind zu beachten.
Diese Liste ist eine Teilliste der Liste der Kulturdenkmale in Freital.

## Legende
- Bild: Bild des Kulturdenkmals, ggf. zusätzlich mit einem Link zu weiteren Fotos des Kulturdenkmals im Medienarchiv Wikimedia Commons. Wenn man auf das Kamerasymbol klickt, können Fotos zu Kulturdenkmalen aus dieser Liste hochgeladen werden:
- Bezeichnung: Denkmalgeschützte Objekte und ggf. Bauwerksname des Kulturdenkmals
- Lage: Straßenname und Hausnummer oder Flurstücknummer des Kulturdenkmals. Die Grundsortierung der Liste erfolgt nach dieser Adresse. Der Link (Karte) führt zu verschiedenen Kartendiensten mit der Position des Kulturdenkmals. Fehlt dieser Link, wurden die Koordinaten noch nicht eingetragen. Sind diese bekannt, können sie über ein Tool mit einer Kartenansicht einfach nachgetragen werden. In dieser Kartenansicht sind Kulturdenkmale ohne Koordinaten mit einem roten bzw. orangen Marker dargestellt und können durch Verschieben auf die richtige Position in der Karte mit Koordinaten versehen werden. Kulturdenkmale ohne Bild sind an einem blauen bzw. roten Marker erkennbar.
- Datierung: Baubeginn, Fertigstellung, Datum der Erstnennung oder grobe zeitliche Einordnung entsprechend des Eintrags in der sächsischen Denkmaldatenbank
- Beschreibung: Kurzcharakteristik des Kulturdenkmals entsprechend des Eintrags in der sächsischen Denkmaldatenbank, ggf. ergänzt durch die dort nur selten veröffentlichten Erfassungstexte oder zusätzliche Informationen
- ID: Vom Landesamt für Denkmalpflege Sachsen vergebene, das Kulturdenkmal eindeutig identifizierende Objekt-Nummer. Der Link führt zum PDF-Denkmaldokument des Landesamtes für Denkmalpflege Sachsen. Bei ehemaligen Kulturdenkmalen können die Objektnummern unbekannt sein und deshalb fehlen bzw. die Links von aus der Datenbank entfernten Objektnummern ins Leere führen. Ein ggf. vorhandenes Icon  führt zu den Angaben des Kulturdenkmals bei Wikidata.

## Liste der Kulturdenkmale
| Bild                                    | Bezeichnung                                                                       | Lage                                                      | Datierung | Beschreibung | ID       |
| --------------------------------------- | --------------------------------------------------------------------------------- | --------------------------------------------------------- | --- | --- | -------- |
| Weitere Bilder                          | Bahnhof Potschappel                                                               | Am Bahnhof 8 (Karte)                                      | im Kern 1855 (Bahnhof) | Bahnhof, bestehend aus Empfangsgebäude, Bahnsteigüberdachungen, Bahnsteigaufgängen und Bahnsteigeinbauten; bedeutendes Zeugnis der verkehrstechnischen Entwicklung | 08963870 |
| Weitere Bilder                          | Wohnhaus                                                                          | Am Burgwartsberg 5 (Karte)                                | um 1850 (Wohnhaus) | Wohnhaus; Obergeschoss Fachwerk, Relikt der ursprünglichen Dorfbebauung an bildprägender Stelle, baugeschichtlich von Bedeutung | 08963717 |
| Direkt Bild zu diesem Denkmal hochladen | Sachgesamtheitsbestandteil der Sachgesamtheit Bergbaumonumente Freital            |                                                           | 1727-1752 (Claus-Stolln); 1800 (Tiefer Weißeritz-Stolln); 1. Hälfte 19. Jh. und älter (Erdmuthen-Schacht); 1817-1838 (Großer Elbstollen) | Sachgesamtheitsbestandteil der Sachgesamtheit Bergbaumonumente Freital im OT Potschappel mit folgenden Einzeldenkmalen: 1. Mundloch des Großen Elbstolln (Einzeldenkmal ID-Nr. 08964981), 2. Mundloch des Claus-Stolln einschl. der vorhandenen untertägigen Anlagen und des mäandrischen Erdgrabenauslaufes (Einzeldenkmal ID-Nr. 08963929), 3. Königlich Sächsische Steinkohlenwerke Zauckerode (ehem.) - Mundloch des Tiefen Weißeritz Stolln, einschl. der vorhandenen untertägigen Anlagen (Einzeldenkmal ID-Nr. 08963928), 4. Halde am Schachtpunkt des ehemaligen Erdmuthen-Schachtes (Einzeldenkmal ID-Nr. 08963918). Wichtige bergbaugeschichtliche und ortsgeschichtliche Zeugnisse Freitals, die Halde zudem von großer städtebaulicher Relevanz. | 09303864 |
| Direkt Bild zu diesem Denkmal hochladen | Halde 9. Lichtloch, Tiefer Elbstolln                                              | Am Kleinen Ternickel                                      | 1817-1838 (Halde) | Einzeldenkmal der Sachgesamtheit Bergbaumonumente Freital im OT Potschappel: Halde des 9. Lichtlochs des Tiefen Elbstolln (Sachgesamtheit der Stadt Freital, OT Potsachappel – ID-Nr. 09303864); bergbaugeschichtliches Zeugnis. | 08964981 |
| Weitere Bilder                          | Bienen-Hof                                                                        | Am Markt 3 (Karte)                                        | Ende 19. Jh. (Bauplastik) | Bauplastik (Bienenkorb) und Inschrifttafel | 08964992 |
|                                         | Wohnhaus                                                                          | Am Markt 4 (Karte)                                        | bez. 1897 (Wohnhaus) | Wohnhaus mit Gaststätte in Ecklage; u. a. baugeschichtliche Bedeutung | 08963786 |
| Weitere Bilder                          | Brunnenplastik Freitaler Nase                                                     | Am Markt 5, 6 (vor) (Karte)                               | 1925 (Brunnenplastik) | Ehemalige Brunnenskulptur; eine Figur mit karikierter Nase (Bezug auf eine Freitaler Geschichte), ortsgeschichtlich von Bedeutung | 08964991 |
|                                         | Wohnhaus                                                                          | Burgwartstraße 8 (Karte)                                  | um 1900 (Wohnhaus) | Wohnhaus in offener Bebauung; baugeschichtliche Relevanz | 08963770 |
|                                         | Wohnhaus                                                                          | Burgwartstraße 12 (Karte)                                 | um 1900 (Wohnhaus) | Wohnhaus in offener Bebauung; baugeschichtliche Relevanz | 08963768 |
| Weitere Bilder                          | Burgwartschänke                                                                   | Burgwartstraße 63 (Karte)                                 | um 1920 (Gasthaus) | Gasthaus; Beispiel der architektonischen Formensprache der 1920er Jahre, baugeschichtliche Bedeutung | 08963696 |
|                                         | Claus-Stolln                                                                      | Burgwartstraße 97 (hinter)                                | 1727–1752 (Bergbauanlagenteil) | Einzeldenkmal der Sachgesamtheit Bergbaumonumente Freital im OT Potschappel: Mundloch des Claus-Stolln einschließlich der vorhandenen untertägigen Anlagen und des mäandrischen Erdgrabenauslaufes (Sachgesamtheit der Stadt Freital, OT Potschappel – ID-Nr. 09303864); bergbaugeschichtlich bedeutendes Zeugnis aus der Frühzeit des Steinkohlenbergbaus im Plauenschen Grund (Entwässerung Pesterwitzer Kohlenrevier) | 08963929 |
| Weitere Bilder                          | Porzellanmanufaktur                                                               | Carl-Thieme-Straße 16 (Karte)                             | 1885 (Manufaktur); 1872 bis 2010 (Modellsammlung)                                                                                        | Gebäude der Porzellanmanufaktur, als schlossähnliche Anlage mit drei Flügeln errichtet (vierter Flügel Gleisseite – kein Denkmal) sowie Sammlung von ca. 200.000 Modellen; Anlage von städtebaulicher sowie baugeschichtlicher und industriegeschichtlicher Relevanz, Urformen (sog. Modelle) sowohl für die Produktionsgeschichte der Porzellanmanufaktur als auch als Dokumente der Designgeschichte des 19. und 20. Jahrhunderts von großer Bedeutung und aufgrund ihrer geschlossenen Überlieferung von Seltenheitswert | 08963899 |
|                                         | Tiefer Weißeritzstolln                                                            | Carl-Thieme-Straße 35 (neben) (Karte)                     | 1800–1841 (Bergbauanlagenteil); bez. 1800 (Stollen)                                                                                      | Einzeldenkmal der Sachgesamtheit Bergbaumonumente Freital im OT Potschappel: Mundloch des Tiefen Weißeritz Stolln einschließlich der vorhandenen untertägigen Anlagen (Sachgesamtheit der Stadt Freital, OT Potschappel – ID-Nr. 09303864); von bergbaugeschichtlichem Interesse | 08963928 |
| Direkt Bild zu diesem Denkmal hochladen | Sachgesamtheit Windbergbahn                                                       | Coschützer Straße                                         | 1855-1856 (Eisenbahnanlage) | Sachgesamtheit Windbergbahn Einzeldenkmalen und Sachgesamtheitsteilen in den folgenden Teilabschnitten; Sachgesamtheit mit allen Bahnanlagen, darunter mit Unter- und Oberbau und den erhaltenen Gleisanlagen (von Bahnhof Freital-Birkigt bis Bahnhof Dresden-Gittersee), Streckenkilometrierungen, Fernmelde- und Signalanlagen, Bahnstationen einschl. aller Funktionsbauten, Wärterhäuschen, Brücken und Durchlässen in den Gemeinden Freital; eine der ältesten sächsischen und technisch herausragendsten Eisenbahnstrecken, aus der Frühzeit der Eisenbahngeschichte eisenbahngeschichtlich und technikgeschichtlich bedeutend sowie als Zeugnis des Steinkohlenbergbaus im Freitaler Revier von industriegeschichtlicher und ortshistorischer Bedeutung. | 09301623 |
|                                         | Bahnhof Freital-Birkigt                                                           | Coschützer Straße 49a, 57a, 57b (Karte)                   | 1870 (Dienstgebäude Freital-Ost); 1912 (Bahnhof Freital-Birkigt); 1884 (Eisenbahnerwohnhaus); 1879 (Bahnmeisterei); 1944 (Wasserstation) | Einzeldenkmale der Sachgesamtheit Windbergbahn, Teilabschnitt Freital OT Potschappel: Bahnhof Freital-Birkigt (bis 1921 Potschappel-Birkigt) mit Empfangsgebäude (Coschützer Straße 49a), Wasserstation, Wasserkran, Signalanlagen, Schrankenwärterhäuschen und Abteilwagen C 3 Pr. 02 (Wagenkasten) 70631 Bahnhof Freital-Ost (früher Niedergittersee) mit Bahnmeisterei und Beamtenwohnhaus (Coschützer Straße 57a und 57b) und Eisenbahnbrücke (km 2,678 Zur Schicht) (Sachgesamtheit – ID-Nr. 09301623); Anfangsbahnhof der Windbergbahn, ortshistorische Bedeutung, technisch herausragende, singuläre Gebirgsstrecke aus der Frühzeit der Eisenbahngeschichte, ist nach der 1854 eröffneten österreichischen Semmeringbahn die zweitälteste Gebirgsbahn in Europa, daher von eisenbahngeschichtlicher, wirtschaftsgeschichtlicher und verkehrsgeschichtlicher Bedeutung | 09301624 |
|                                         | Weißeritzwehr                                                                     | bei der Deubener Straße (Karte)                           | Anf. 20. Jh. (Wehr) | Weißeritzwehr für Mühlgraben der Hofemühle; orts- und technikhistorische Bedeutung | 08963914 |
| Weitere Bilder                          | Städtisches Gesundheitsamt (ehem.)                                                | Deubener Straße 6 (Karte)                                 | bez. 1914–1915 (Amtsgebäude); bez. 1955 (Gedenktafel innen)                                                                              | Ehemaliges Städtisches Gesundheitsamt in Ecklage, im Innern Sandsteintafel zur Erinnerung an die Demonstration am 1. Mai 1917; im Reformstil, baugeschichtliche und ortsgeschichtliche Bedeutung | 08963804 |
| Weitere Bilder                          | Chausseehaus                                                                      | Dresdner Straße 2 (Karte)                                 | bez. 1828 (Chausseehaus) | Ehemaliges Chausseehaus; altes Chausseegeld-Einnehmerhaus, Obergeschoss Fachwerk, bedeutendes Zeugnis der Verkehrsgeschichte im Plauenschen Grund | 08963867 |
|                                         | Wohnhaus                                                                          | Dresdner Straße 22 (Karte)                                | bez. 1899 (Giebelfeld) | Wohnhaus in geschlossener Bebauung; historistische Fassade, baugeschichtlich relevant, straßenbildprägend | 08963775 |
|                                         | Wohnhaus                                                                          | Dresdner Straße 24 (Karte)                                | vor 1900 (Wohnhaus) | Wohnhaus in geschlossener Bebauung; späthistoristische Fassade, baugeschichtlich relevant, straßenbildprägend | 08963774 |
|                                         | Wohnhaus                                                                          | Dresdner Straße 29 (Karte)                                | vor 1900 (Wohnhaus) | Wohnhaus in halboffener Bebauung; späthistoristische Fassade, baugeschichtlich relevant, straßenbildprägend | 08963771 |
|                                         | Wohnhaus                                                                          | Dresdner Straße 31 (Karte)                                | bez. 1899, linker Giebelabschluß (Wohnhaus)                                                                                              | Wohnhaus in geschlossener Bebauung; späthistoristische Fassade, baugeschichtlich relevant, straßenbildprägend | 08963772 |
|                                         | Wohnhaus                                                                          | Dresdner Straße 33 (Karte)                                | vor 1900 (Wohnhaus) | Wohnhaus in geschlossener Bebauung; späthistoristische Fassade, baugeschichtliche Bedeutung, straßenbildprägend | 08963773 |
| Weitere Bilder                          | Konsum-Verein (ehem.)                                                             | Dresdner Straße 40, 42, Oberpesterwitzer Straße 1 (Karte) | 1927–1928 (Wohnhaus) | Ehemaliges Wohnhaus eines Konsumvereins; baugeschichtlich, ortshistorisch und sozialgeschichtlich relevant | 08963776 |
| Weitere Bilder                          | Wohnhaus                                                                          | Dresdner Straße 44                                        | bez. 1845 (Wohnhaus) | Wohnhaus, traufständig, in annähernd geschlossener Bebauung; als Zeugnis der Zeit vor dem Historismus von baugeschichtlicher und ortsgeschichtlicher Bedeutung | 09304737 |
|                                         | Miets- und Geschäftshaus                                                          | Dresdner Straße 46, 48 (Karte)                            | um 1910 (Wohn- und Geschäftshaus) | Mietshaus in geschlossener Bebauung; vor allem baugeschichtliche Bedeutung | 09302017 |
| Weitere Bilder                          | Central-Kaufhaus                                                                  | Dresdner Straße 52 (Karte)                                | 1913 (Kaufhaus) | Ehemaliges Kaufhaus in Ecklage; architektonisch und ortshistorisch von Interesse | 08963778 |
| Weitere Bilder                          | Rathaus Potschappel (ehem.); heute Rathaus Freital                                | Dresdner Straße 56 (Karte)                                | 1902–1904 (Rathaus); 1927 (Hinterhaus)                                                                                                   | Rathaus, mit rückwärtigem Nebengebäude; repräsentativer Neorenaissancebau, architektonische, städtebauliche und ortshistorische Bedeutung | 08963779 |
|                                         | Doppel-Wohnhaus                                                                   | Dresdner Straße 57, 59 (Karte)                            | um 1900 (Doppelwohnhaus) | Doppel-Wohnhaus in Zeilenbebauung; baugeschichtliche und städtebauliche Relevanz | 08963781 |
| Weitere Bilder                          | Glückauf-Apotheke                                                                 | Dresdner Straße 58 (Karte)                                | 1902 (Apotheke) | Apotheke; Jugendstil, architektonische, ortsgeschichtliche und städtebauliche Relevanz | 08963780 |
|                                         | Wohnhaus                                                                          | Dresdner Straße 74 (Karte)                                | um 1900 (Wohnhaus) | Städtisches Wohnhaus in halboffener Bebauung; späthistoristische Formensprache | 09301615 |
|                                         | Wohnhaus                                                                          | Dresdner Straße 75 (Karte)                                | um 1900 (Wohnhaus) | Wohnhaus in geschlossener Bebauung; im ersten Obergeschoss gekoppeltes Fenster mit Figurennische (Bergmann), u. a. baugeschichtliche Bedeutung | 08964030 |
|                                         | Wohn- und Geschäftshaus                                                           | Dresdner Straße 77 (Karte)                                | bez. 1909 (Mittelrisalit) | Wohn- und Geschäftshaus in geschlossener Bebauung; straßenbildprägend, städtebauliche und baugeschichtliche Relevanz | 08963787 |
| Weitere Bilder                          | Goldener Löwe                                                                     | Dresdner Straße 79, 81, 83 (Karte)                        | bez. 1908/09 (Gasthof) | Gasthof; Reformarchitektur, wichtiger architektonischer und städtebaulicher Akzent, auch ortshistorisch von Interesse | 08963788 |
|                                         | Wohn- und Geschäftshaus                                                           | Dresdner Straße 84 (Karte)                                | um 1910 (Wohn- und Geschäftshaus) | Wohn- und Geschäftshaus in Ecklage in geschlossener Bebauung; Bestandteil des Reformkomplexes Sörgelstraße, vor allem baugeschichtliche Bedeutung | 09302018 |
|                                         | Wohn- und Geschäftshaus                                                           | Dresdner Straße 87 (Karte)                                | um 1910 (Wohn- und Geschäftshaus) | Wohn- und Geschäftshaus in halboffener Bebauung; Reformstil, starker formaler Bezug auf den „Goldenen Löwen“, vor allem baugeschichtliche Bedeutung | 08963789 |
|                                         | Wohnhaus                                                                          | Dresdner Straße 106 (Karte)                               | nach 1900 (Wohnhaus) | Wohnhaus in geschlossener Bebauung; Bestandteil eines städtebaulich wichtigen Dreier-Ensembles | 08963805 |
|                                         | Wohnhaus                                                                          | Dresdner Straße 108 (Karte)                               | nach 1900 (Wohnhaus) | Wohnhaus in geschlossener Bebauung; Bestandteil eines städtebaulich wichtigen Dreier-Ensembles | 08963806 |
| Weitere Bilder                          | Wohnhaus                                                                          | Dresdner Straße 110 (Karte)                               | bez. 1901 (Wohnhaus) | Wohnhaus in Ecklage; Bestandteil eines städtebaulich wichtigen Dreier-Ensembles | 08963807 |
| Weitere Bilder                          | Emmauskirche; Potschappler Kirche                                                 | Kantstraße (Karte)                                        | 1875–1877 (Kirche) | Kirche im Stil der Neorenaissance; orts- und besondere baugeschichtliche Bedeutung | 08963796 |
| Weitere Bilder                          | Turnhalle                                                                         | Lukas-Cranach-Straße 58g (Karte)                          | um 1930 (Turnhalle) | Turnhalle mit Vorbau und Freitreppe; u. a. bau- und ortsgeschichtliche Bedeutung | 08963687 |
|                                         | Sowjetisches Ehrenmal                                                             | Platz der Jugend (Karte)                                  | nach 1945 (Sowjetisch) | Gedenkstätte für sowjetische Soldaten; mit Relief und Ehrenhain, Begräbnisort?, ortsgeschichtlich von Bedeutung | 08963945 |
|                                         | Richard-Wagner-Gedenkstein                                                        | Richard-Wagner-Platz (Karte)                              | 1927 (Gedenkstein) | Gedenkstein für Richard Wagner; ältester seiner Art in Sachsen, ortsgeschichtlich von Bedeutung | 08963345 |
|                                         | Doppelwohnhaus                                                                    | Richard-Wagner-Straße 15, 17 (Karte)                      | um 1900 (Doppelwohnhaus) | Doppelwohnhaus; baugeschichtlich von Bedeutung | 08963782 |
|                                         | Wohnhaus                                                                          | Sörgelstraße 2 (Karte)                                    | 1907–1908 (Wohnhaus) | Wohnhaus in Ecklage sowie zwei Torpfeiler; Bestandteil einer architektonisch und städtebaulich wertvollen Häuserzeile des Reformstils | 08963797 |
|                                         | Wohnhaus                                                                          | Sörgelstraße 4 (Karte)                                    | 1910 (Wohnhaus) | Wohnhaus in geschlossener Bebauung; Bestandteil einer architektonisch und städtebaulich wertvollen Häuserzeile des Reformstils | 08963798 |
|                                         | Wohnhaus                                                                          | Sörgelstraße 6 (Karte)                                    | 1910–1911 (Wohnhaus) | Wohnhaus in geschlossener Bebauung; Bestandteil einer architektonisch und städtebaulich wertvollen Häuserzeile im Reformstil | 08963799 |
|                                         | Wohnhaus                                                                          | Sörgelstraße 8 (Karte)                                    | 1910 (Wohnhaus) | Wohnhaus in geschlossener Bebauung; Bestandteil einer architektonisch und städtebaulich wertvollen Häuserzeile im Reformstil | 08963800 |
|                                         | Wohnhaus                                                                          | Sörgelstraße 10 (Karte)                                   | 1909–1910 (Wohnhaus) | Wohnhaus in geschlossener Bebauung; Bestandteil einer architektonisch und städtebaulich wertvollen Häuserzeile im Reformstil | 08963801 |
|                                         | Wohnhaus                                                                          | Sörgelstraße 12 (Karte)                                   | 1907–1908 (Wohnhaus) | Wohnhaus in geschlossener Bebauung; Bestandteil einer architektonisch und städtebaulich wertvollen Häuserzeile im Reformstil | 08963802 |
|                                         | Wohnhaus                                                                          | Sörgelstraße 14 (Karte)                                   | 1906–1907, bez. 1907 (Tafel am Eingang)                                                                                                  | Wohnhaus in halboffener Bebauung; Bestandteil einer architektonisch und städtebaulich wertvollen Häuserzeile im Reformstil | 08963803 |
|                                         | Villa                                                                             | Steinstraße 2 (Karte)                                     | um 1900 (Villa) | Villa; u. a. baugeschichtliche Bedeutung | 08964989 |
|                                         | Wohnhaus                                                                          | Turnerstraße 4 (Karte)                                    | 1890er Jahre (Wohnhaus) | Wohnhaus in offener Bebauung; baugeschichtliche Bedeutung | 09302016 |
|                                         | Turnhalle                                                                         | Turnerstraße 14 (Karte)                                   | um 1910 (Turnhalle) | Turnhalle; orts- und baugeschichtlich sowie sozialgeschichtlich von Bedeutung | 09307075 |
|                                         | Ehem. Schule                                                                      | Uhlandstraße 13 (Karte)                                   | um 1905 (Schule) | Ehemalige Schule mit Einflüssen des Reformstils; bau- und ortsgeschichtliche Relevanz | 08960545 |
|                                         | Friedhofskapelle und Kriegerdenkmal Erster Weltkrieg auf dem Friedhof Potschappel | Wilsdruffer Straße 24 (Karte)                             | 1887 (Friedhofskapelle); 1900 (Farbglasfenster); nach 1918 (Kriegerdenkmal)                                                              | Friedhofskapelle und Kriegerdenkmal Erster Weltkrieg auf dem Friedhof Potschappel; baugeschichtliche, ortsgeschichtlöiche und künstlerische Bedeutung | 08963688 |
| Direkt Bild zu diesem Denkmal hochladen | Erdmuthen-Schacht; Bergbauhalde                                                   | Zur Schicht                                               | 1. Hälfte 19. Jh. und älter (Halde) | Einzeldenkmal der Sachgesamtheit Bergbaumonumente Freital im OT Potschappel: Halde am Schachtpunkt des ehemaligen Erdmuthen-Schachtes (Sachgesamtheit der Stadt Freital, OT Potschappel – ID-Nr. 09303864); bergbaugeschichtlich und landschaftsgestaltend von Bedeutung | 08963918 |

## Ausführliche Denkmaltexte
1. ↑  
Sachgesamtheit Windbergbahn Einzeldenkmalen und Sachgesamtheitsteilen in den folgenden Teilabschnitten; Sachgesamtheit mit allen Bahnanlagen, darunter mit Unter- und Oberbau und den erhaltenen Gleisanlagen (von Bahnhof Freital-Birkigt bis Bahnhof Dresden-Gittersee), Streckenkilometrierungen, Fernmelde- und Signalanlagen, Bahnstationen einschl. aller Funktionsbauten, Wärterhäuschen, Brücken und Durchlässen in den Gemeinden Freital (OT Potschappel, OT Birkigt – ID-Nr. 09306465, OT Burgk – ID-Nr. 09304035 und OT Kleinnaundorf – ID-Nr. 09301627), Bannewitz (OT Bannewitz – ID-Nr. 09304525, OT Boderitz – ID-Nr. 09301631, OT Cunnersdorf – ID-Nr. 09301633, OT Welschhufe – ID-Nr. 09304526, OT Hänichen – ID-Nr. 09301635 und OT Possendorf – ID-Nr. 09301639) und Dresden (OT Gittersee – ID-Nr. 09301643), sowie bewegliche Denkmale: Kleindiesellok Kö 4500, Windbergaussichtswagen C Sa 12 70252, vier Fakultativwagen GCi 353-355, zwei Güterzuggepäckwagen, Privatbahnwagen der Döhlenstahl AG, GKW-Skl 24.0.3328 (Bauart Schöneweide), Kl 613 mit Anhängekran für Kraftrottenwagen, leichter Kleinwagen 01 (Rottenwagen), Gleiskraftrad Typ I, Elektrischer Bahnmeisterwagen, zwei Abteilwagen C 3 Pr. 02 (Wagenkasten) 70631 (Einzeldenkmal ID-Nr. 09301644, Dresden, OT Gittersee, Hermann-Michel-Straße 5 sowie Einzeldenkmalliste – ID-Nr. 09301640, Bannewitz, OT Possendorf, Am Bahnhof 1) als eine der ältesten sächsischen und technisch herausragendsten Eisenbahnstrecken, aus der Frühzeit der Eisenbahngeschichte  eisenbahngeschichtlich und technikgeschichtlich bedeutend sowie als  Zeugnis des Steinkohlenbergbaus im Freitaler Revier von industriegeschichtlicher und ortshistorischer Bedeutung.